# Ptychogena lactea
Ptychogena lactea är en nässeldjursart som beskrevs av Agassiz 1865. Ptychogena lactea ingår i släktet Ptychogena och familjen Laodiceidae. Inga underarter finns listade i Catalogue of Life.